# Gu Jun
En aquest nom xinès, el cognom és Gu.
Gu Jun (en xinès tradicional: 顾俊; en xinès simplificat: 顧俊; en pinyin: Gù Jùn) (Wuxi, República Popular de la Xina 1975) és una jugadora de bàdminton xinesa, ja retirada, guanyadora de dues medalles olímpiques.

## Biografia
Va néixer el 3 de gener de 1975 a la ciutat de Wuxi, població situada a la província de Jiangsu.

## Carrera esportiva
Va participar, als 21 anys, en els Jocs Olímpics d'Estiu de 1996 realitzats a Atlanta (Estats Units), on va aconseguir guanyar la medalla d'or en la prova femenina de dobles fent parella amb Ge Fei, un títol que revalidar en els Jocs Olímpics d'Estiu de 2000 realitzats a Sydney (Austràlia).
Al llarg de la seva carrera ha guanyat dues medalles d'or en el Campionat del Món de bàdminton, quatre medalles en el Campionat d'Àsia, totes elles d'or, i quatre medalles en els Jocs Asiàtics, dues d'or i dues de bronze.